# Čvrsnica
Die Čvrsnica (serbisch kyrillisch: Чврсница, ausgesprochen [t͡ʃʋr̩snit͡sa]) ist ein Gebirgszug in den Dinariden von Bosnien und Herzegowina, im Norden der Herzegowina gelegen. Der größte Teil des Gebirgszuges befindet sich in den Gemeinden Mostar und Jablanica im Kanton Herzegowina-Neretva, während der kleinere Teil, etwa 10 %, in der Gemeinde Posušje liegt. Der höchste Gipfel Pločno ist 2228 Meter hoch.
Die Čvrsnica ist im Osten von der Neretva (20 km), im Norden von deren Nebenflüssen Doljanka (18 km) und Drežanka (19,8 km), im Süden von Dugo Polje (12 km) und im Westen vom Berg Vran umgeben. Das Gebirge besteht aus mehreren Hochebenen – Plasa und Muharnica im Norden, Mala Čvrsnica im Süden. Es gibt mehr als zehn Gipfel über 2000 m (Pločno 2228 m, Veliki Jelinak 2179 m, Veliki Vilinac 2118 m etc.), vertikale Klippen (Pesti brdo, Mezica stijene, Strmenica …). Dazu gehören auch die Seen Blidinje, Crepulja und Crvenjak. Der Canyon Diva Grabovica (6,2 km) führt in das Gebirge hinein.
Das biologische Leben ist charakteristisch für seine drei Klimazonen: Nadelbäume oberhalb von 1200 m, Hochebene mit Gras und Wacholder; zahlreiche endemische Arten (wie die Munika-Kiefer). Die Čvrsnica ist als Heimat der Gämse bekannt.
Am Südrand des Gebirges, am Übergang zum Tal der Drežanka in der Umgebung des Gipfels Veliki Drvar (1553 m) besteht Gefahr durch Landminen.

## Trivia
Die Hajdučka Republika Mijata Tomića, eine selbsternannte Mikronation und parodistisches Projekt, befindet sich zwischen der Čvrsnica und dem Berg Vran.